# Stichopus noctivagus
Stichopus noctivagus е вид морска краставица от семейство Stichopodidae. Видът не е застрашен от изчезване.

## Разпространение
Разпространен е в Гуам, Индонезия, Нова Каледония, Палау, САЩ (Хавайски острови) и Филипини.